# Sous un ciel variable
Sous un ciel variable est un téléroman québécois en 124 épisodes de 45 minutes scénarisé par Anne Boyer et Michel D'Astous, réalisé par Rolland Guay et diffusé du 6 janvier 1993 au 9 avril 1997 à la Télévision de Radio-Canada.

## Synopsis
L'histoire de trois familles (les Tanguay, les Thompson et les Rousseau) vivant dans un village des Cantons-de-l'Est, Belmont.

## Fiche technique
- Scénario : Anne Boyer, Michel D'Astous
- Réalisation : Rolland Guay, Yves Mathieu, Royal Marcoux, Raymonde Crête, Louis Plamondon, Lise Chayer et Constance Paré
- Musique : Michel Donato et James Gelfand
- Société de production : Société Radio-Canada

## Distribution
- Gilles Pelletier : Benjamin Thompson
- Charlotte Boisjoli : Adrienne Chevalier
- Patricia Nolin : Camille Rousseau
- Robert Toupin : Allan Thompson
- Guy Provost : Léon Tanguay
- Hélène Loiselle : Lisette Tanguay
- Pascale Montpetit : Mireille Tanguay
- Roger Léger : Yves Tanguay
- Caroline Claveau : Nathalie Rousseau
- Benjamin Lemieux : Nicolas Rousseau
- Jacques Allard : Raymond Guillemette
- Frédérike Bédard : Hélène Bernier
- France Castel : Francine Dubois
- Normand Chouinard : Réjean Dionne
- Marie-Andrée Corneille : Estelle Jalbert
- Josée Cournoyer : Josée
- Laurence Dauphinais : Sarah Jalbert
- Joël Drapeau-Dalpé : Pierre-Luc Jalbert
- Fanny Fennec : Annie Egger
- Michel Forget : Clément Rousseau
- Amulette Garneau : Thérèse Chevalier
- Nathalie Gascon : Dr Lizotte
- Jacques Girard : André Martineau
- Marc-André Grondin : Simon Egger-Tanguay
- Paul Hébert : Bertrand Lapointe
- Geneviève Lallier-Matteau : Joëlle Martineau
- Jolianne Lallier-Matteau : Nadine Martineau
- Michel Laperrière : Bobby Fortier
- Marie-Anne Larochelle : Charlotte Martineau
- Stéphane Leduc : Cyril Beaupré
- Esther Lewis : Diane
- Robert Marien : Marc Turgeon
- Jean Mathieu : Adélard Guillemette
- Johanne McKay : Ariane Dupuis
- Ginette Morin : Kathleen Thompson
- Dominique Pétin : Line Dupuis
- Béatrice Picard : Marguerite Jalbert
- Isadora Plourde : Isadora Rousseau
- Luc Proulx : Guy Jalbert
- Pascal Rollin : Denis Morency
- Yvon Roy : Christian Fortin
- Christine Séguin : Lise Beaudry
- Guy Thauvette : Germain Valois
- Suzanne Champagne : Sophie Gagnon
- Denis Mercier : Président
- Jacques Thériault : Bernard Rodrigue
- Jean-Michel Villette : Patrice Egger
- Stéphan Côté : Cyril Beaupré
- Jacqueline Magdelaine : Cliente
- Astrid Denelle : Serveuse
- Mireille Métellus : Dr Lamont
- Jean-Pierre Gonthier : Ti-Claude Tétrault

## Récompenses
- Prix Gémeaux : Meilleur téléroman 1996